# Fazakas Sámuel
Fazakas Sámuel (Páva, ? – ?) orvos.

## Élete
A középiskolát Nagyenyeden végezte, ahol 1797-ben megbüntették „a szabadságnak s egyenlőségnek ártalmas princípiumain fundált prédikálásáért.” 1801-től a bécsi egyetemen orvostudományt tanult, és orvosi oklevelet szerzett 1805. június 12-én. Kővárvidék rendes főorvosa s táblabírája volt.

## Munkái
- Deductiones actionum hominis et civis; organismo et systemati planetarum conformis. Magno-Varadino, 1806. (F. S. jeggyel.)
- Summás értekezés a pestisről, annak tulajdonságairól, eredetéről, magános és köz ellenzőiről egybeszedve sok régibb és ujabb pestis orvosok tudósitásaikból és kormányszékek rendeléseiből. Kolozsvár, 1824.
- Galatea, a Florian úr első könyvéből a magyar ifjúságnak fordítva még 1811-ben. Kolozsvár, 1825.
- Cikke: A homöopathiának dicsérete. (Nemzeti Társalkodó 1830. 265. 273. 281. 393. l.)